# كين تشن
كين تشن (بالإنجليزية: Ken Chen)‏ هو محامي وشاعر أمريكي، ولد في 1979 في سان دييغو في الولايات المتحدة.